# Schism Tracker
Schism Tracker — свободная реализация Impulse Tracker, программы для создания высококачественной трекерной музыки. Данная программа не требует особых знаний или оборудования. В Schism Tracker использован движок ModPlug с некоторыми изменениями для предоставления проигрывания IT-файлов. Impulse Tracker можно запустить только на i386-совместимых процессорах и только под MS-DOS, в то время как Schism Tracker для графического вывода использует библиотеку SDL, которая поддерживает большинство современных платформ включая Linux, Mac OS X, Windows, BeOS и другие.
Интерфейс Schism Tracker максимально близок к интерфейсу Impulse Tracker, который считается одним из наиболее интуитивно понятных среди трекеров. Именно поэтому Impulse Tracker (а, следовательно, и Schism Tracker) рекомендуют новичкам, делающим свои первые шаги в создании музыки.
Impulse Tracker хотя и является довольно популярным трекером, однако его разработка была прекращена автором, и он не обновляется с 2004 года. Schism Tracker является одним из наиболее полных клонов Impulse Tracker и находится в активной разработке, что делает его одной из лучших замен для Impulse Tracker.
Распространяется на условиях GNU General Public License.